# Campagne pour réprimer les contre-révolutionnaires

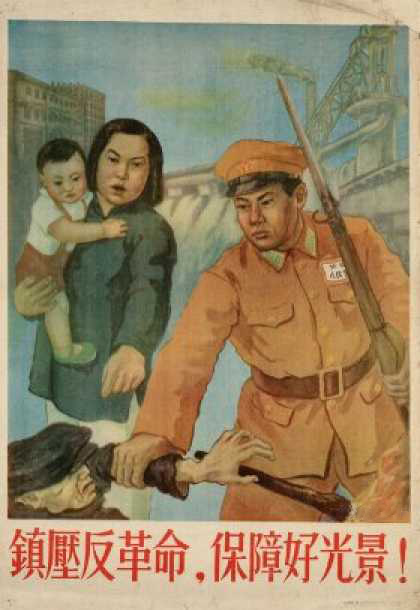
Affiche de la campagne « réprimer les contre-révolutionnaires, sécuriser les bons moments ».

La Campagne pour réprimer les contre-révolutionnaires (en chinois: 镇压反革命运动) a été la première campagne politique lancée par la république populaire de Chine visant à éradiquer les « éléments d'opposition », en particulier les anciens affiliés du Kuomintang (KMT),,. Sous la direction de Mao Zedong, le Comité central du Parti communiste chinois a publié une directive (« 中共中央关于镇压反革命活动的指示 ») en mars 1950, lançant la campagne à l'échelle nationale,,. Cependant, certains disent également que la campagne a effectivement commencé en octobre 1950,. La campagne s'est terminée à la fin de 1953.
Un nombre important de « contre-révolutionnaires » ont été arrêtés et exécutés, tandis que certains d'entre eux ont été condamnés au « Laogai ».  Selon Xu Zirong (徐子荣), alors vice-ministre de la Sécurité publique, au moins 2,6 millions de personnes ont été arrêtées au cours de la campagne, 1,29 million de personnes ont été emprisonnées (Laogai) et 712 000 personnes ont été exécutées en 1954 selon les statistiques officielles,,,. Les chercheurs estiment un plus grand nombre de décès, certains estimant le nombre réel de morts entre 1 million et 2 millions,,,,,.
Certains des cas de la campagne étaient des cas « injustes, faux, mauvais ». Par exemple, Zhu Maixian (朱迈先), fils du célèbre écrivain Zhu Ziqing et membre du Parti communiste, a été exécuté à l'âge de 33 ans. Il a été réhabilité en 1984 (la période de Boluan Fanzheng et la réforme économique chinoise).